# Mickaël Conjungo
Mickaël Glenn Conjungo Taumhas (ur. 6 maja 1969 w Bangi) – środkowoafrykański lekkoatleta specjalizujący się w rzucie dyskiem, który obecnie reprezentuje Francję. 
Trzykrotny uczestnik igrzysk olimpijskich – Barcelona 1992, Atlanta 1996 oraz Sydney 2000. W żadnym z występów nie awansował do finału. W 1991, 1993, 1995, 1997 oraz 1999 bez powodzenia startował w mistrzostwach świata. Trzy raz w ciągu swojej kariery stawał na podium mistrzostw Afryki - największym sukcesem było złoto podczas afrykańskiego czempionatu w roku 1993. W 1995 oraz 1999 wywalczył krążki igrzysk afrykańskich. Rekord życiowy: 63,78 (7 lipca 1994, Sorgues). Aktualny rekordzista Republiki Środkowoafrykańskiej w rzucie dyskiem.